# خالد راضي
خالد راضي الدوسري حارس نادي النصر السعودي سابقا يلعب حالياً في نادي الوصيل.
أنتقل من نادي الرياض إلى نادي النصر موسم 2006.وقدم مستويات أكثر من رائعه مع نادي النصر أهلته ليكون الحارس الأساسي للنادي العاصمي الشهير..
أصيب في مطلع العام 2010 بإصابة بليغه في كتفه أجرى على أثرها عملية جراحية تكللت ولله الحمد بالنجاح..
أشتهر اللاعب راضي بردة فعله السريعة في التصدي لكرات المهاجمين حتى بات يلقبه البعض بـ ((كاسياس الكرة السعودية))..
أنقذ ناديه النصر في مباريات جماهيرية كثيره حتى ردد الجمهور أغنية الفنان خالد عبد الرحمن ((راضي بحبك وأنت بالحب راضي))..
جدد حارس الفريق الأول الكابتن خالد راضي عقده مع النادي لثلاث سنوات قادمة وفق العرض المقدم له من النادي.
وعبر الكابتن خالد عن سعادته بالتجديد وقال : النصر بيتي ولم أفكر في مغادرته إطلاقا وأنا اقدر لإدارة النادي وجماهير العالمي مواقفهم الداعمة لي دائماً وأتمنى أن أكون دائماً عند حسن ثقتهم بي متمنياً أن يوفق هو وزملاؤه لتحقيق ما يتمناه كل محب للنصر العالمي.
وقع مع الفيصلي السعودي في الثامن من يونيو عام 2013 بعد انتهاء عقده مع نادي النصر السعودي
و لعب بعدها مع أندية الحزم وهجر و السد و الشرق و المحمل و الوصيل